# Pisum
Pisum је биљни род из породице Fabaceae. Потиче из југозападне Азије и североисточне Африке.

## Врсте
- Pisum abyssinicum
- Pisum fulvum
- Pisum sativum
  - Pisum sativum subsp. elatius
  - Pisum sativum subsp. sativum